# Патријарх јерусалимски Венедикт
Патријарх Бенедикт (рођ. Василиос Пападопулос, грч. Βασίλειος Παπαδόπουλος, 1892, Чеснери, Османско царство — 9. децембар 1980, Јерусалим) је био епископ Јеруслимске православне цркве, патријарх града Јерусалима и све Палестине у периоду од 1957. до 1980. године.

## Биографија
Рођен је у никомидском селу Чеснери у близини града Пруса у Османском царству у грчкој породици. Основно образовање стекао је у граду Прусу (данас Бурса, Турска).
Породица Пападопулос се 8. децембра 1906. преселила у Јерусалим.
Са 14 година уписао је Јерусалимску Богословију Светог Крста, коју је завршио 1914. године.
Дана 23. септембра 1914. године постављен је за секретара Патријаршијске канцеларије.
Дана 3. децембра 1914. године замонашен је са именом Бенедикт од стране митрополита птолемејског Келадиона, а сутрадан је замонашен у јерођакона.
Током ратних дејстава у Палестини током Првог светског рата, заједно са патријархом Дамјаном и Светим Синодом, одлази из Јерусалима у Дамаск.
Од 23. децембра 1918. године био је у служби Јерусалимске патријаршије и служио је као патријарашки протођакон.
Дана 9. септембра 1921. године, синодском одлуком, упућен је у Атину на студије на Атински универзитет, где је студирао на Правном факултету који је дипломирао 1925. године. На истом универзитету студирао је и теологију.
Године 1927. упућен је у Лозану као представник Јерусалимске патријаршије на Свехришћанској конференцији „Вера и црквени поредак“.
Фебруара 1929. постављен је за егзарха Гроба Светога у Атини. Октобра 1929. године рукоположен је у јеромонаха и узведен у чин архимандрита.
Дана 17. фебруара 1946. године враћен је у Јерусалим и постављен за сталног члана Светог синода, као и за правног саветника Јерусалимске патријаршије.
Од 27. фебруара 1947. - председник Комитета Гроба Господњег за некретнине, а од 1950. - председник Финансијског одбора.
1950. године, као представник Патријаршије, био је присутан у Женеви на седници Савета безбедности УН, где се решавало питање Јерусалима.
Дана 18. марта 1951. године у Јерусалимској Саборној цркви Васкрсења Христовог рукоположен је у чин епископа и постављен за Тиверијадског епископа.
Дана 29. јануара 1957. године, одлуком Светог синода, изабран је за патријарха јерусалимског. Устоличење је обављено 1. марта.
Успео је да ублажи опасну атмосферу неизвесности и нестабилности која је годинама владала у Палестини по питању привилегија и прерогатива Јерусалимске патријаршије на Светим местима. Патријарх је чак постигао да јорданска држава изда одговарајући закон од 1. јула 1958. године, којим је потврђено право Братства Гроба Господњег да поседује Светиње које припадају православним грчким монасима и штити њихову имовину.
Радио је на уређењу светиња Свете земље, организацији парохијског живота, образовних, медицинских и социјалних установа. Спојио је пастирску делатност са активним научним радом. За свој рад одликован је Великим крстом краља Ђорђа, орденима Антиохијске патријаршије, Краљевине Јордана, Либанске Републике, Светог Дионисија Закинтског, Светог Ђорђа и др.
Вишестраном комуникацијом и честим путовањима у земље попут Грчке, Сједињених Држава и Енглеске, учешћем чланова Светог Синода на бројним Свеправославним конференцијама и прославом миленијума постојања Свете Горе на острву Родос, као и решавање нерешеног питања око обнове Гроба Господњег.
Преминуо 9. децембра 1980. године. Сахрањен је 14. децембра 1980. године у цркви Вазнесења на Маслинској гори.